# عنصر فوق سنگین

محل قرارگیری عنصرهای فرااکتینید در جدول تناوبی

در علم شیمی عنصرهای فوق سنگین (به انگلیسی: super-heavy elements) یا عنصرهای فرااکتینید (به انگلیسی: transactinide elements) به عنصرهایی گفته می‌شود که عدد اتمی آن‌ها از عدد اتمی اکتینیدها بیشتر است. این عنصرها در جدول تناوبی در آخرین دوره (دوره هفتم) قرار داشته و از رادرفوردیم با عدد اتمی ۱۰۴ تا اوگانسون با عدد اتمی ۱۱۸ را شامل می‌شود. این عنصرها به طور طبیعی در زمین وجود ندارند و با واکنش‌های هسته‌ای در آزمایشگاه‌ها ساخته می‌شوند.